# Оборона Шипки
Оборона Шипки — це одна з найвідоміших та ключових подій російсько-турецької війни 1877—1878 рр., у ході якої перемогли російські та болгарські війська.

## Оборона
7 (19) липня російські війська після боїв зайняли перевал як стратегічно важливий пункт, адже Шипка забезпечувала найкоротший шлях до Стамбулу.
Невдовзі до Балкан було перекинуто армію Сулеймана-паші, цим османське командування намагалося здійснити контрнаступ по російських частинах і вибити їх за Дунай, звідки вони й прийшли. Сулейман-паша наказав османським військам (понад 27 тис. чол. та 48 гармат) зайняти Шипкинський перевал. На шляху краще озброєної та чисельнішої османської армії був лише російсько-болгарський загін під командуванням генерала М. Г. Столєтова (близько 4, 8 тис. солдатів та 27 гармати).
9(21) серпня османські солдати почали лобову атаку в південній частині перевалу, а саме в районі гори св. Миколи. Невдовзі до російського загону Столєтова підтягнулося підкріплення (7 тис. чол. та 28 гармат). Османські війська були відбиті та зазнали великих втрат.
10 (22) серпня османи почали нову атаку. Вони охопили перевал півкільцем, а наступного дня почали штурм з трьох боків. Однак і цей штурм завдав лише значних втрат для османської сторони. З російсько-болгарської сторони загинуло 1400 чол., що було величезною втратою для набагато меншого за чисельністю загону Столєтова та В. Ф. Дерожінського.
Увечері 11 (23) та вранці 12 (24) серпня до російських військ надійшло підкріплення генерала М. І. Драгомирова (9 тис. осіб). Воно блискавично атакувало ворога, частини якого вже майже зайняли перевал, та відкинуло його. Також поступово прибували частини 16-го стрілецького батальйону під командуванням генерала Ф. Ф. Радецького.
До 14 (26) серпня російська війська намагалися оволодіти висотами, які знаходилися на заході від перевалу. Проте атаки ці були безуспішними, окрім боїв, які відбулися з 21 серпня по 26, в ході яких османські війська втратили багато живої сили. Пізніше Сулейман-паша навіть був засуджений військовим судом Османської імперії за «невміле керівництво» військами.
Та все ж на фронті склалася патова ситуація.
В січні 1878 року закінчилася героїчна п'ятимісячна оборона «Шипкінського сидіння». Перемогли в ній російські солдати та болгарські ополченці.

## Втрати
Втрати Російської імперії становили до 3,5 тис. осіб. Болгарських захисників Шипки загинуло близько 500 осіб. Османів, за найменшими підрахунками, 6,6 тис. чол.

## Наслідки
Завдяки тому, що російські війська швидко захопили Шипкинський перевал, османське командування втратило важливий стратегічний пункт. Згодом це стало однією з причин поразки Османської імперії в цій війні.

## Галерея

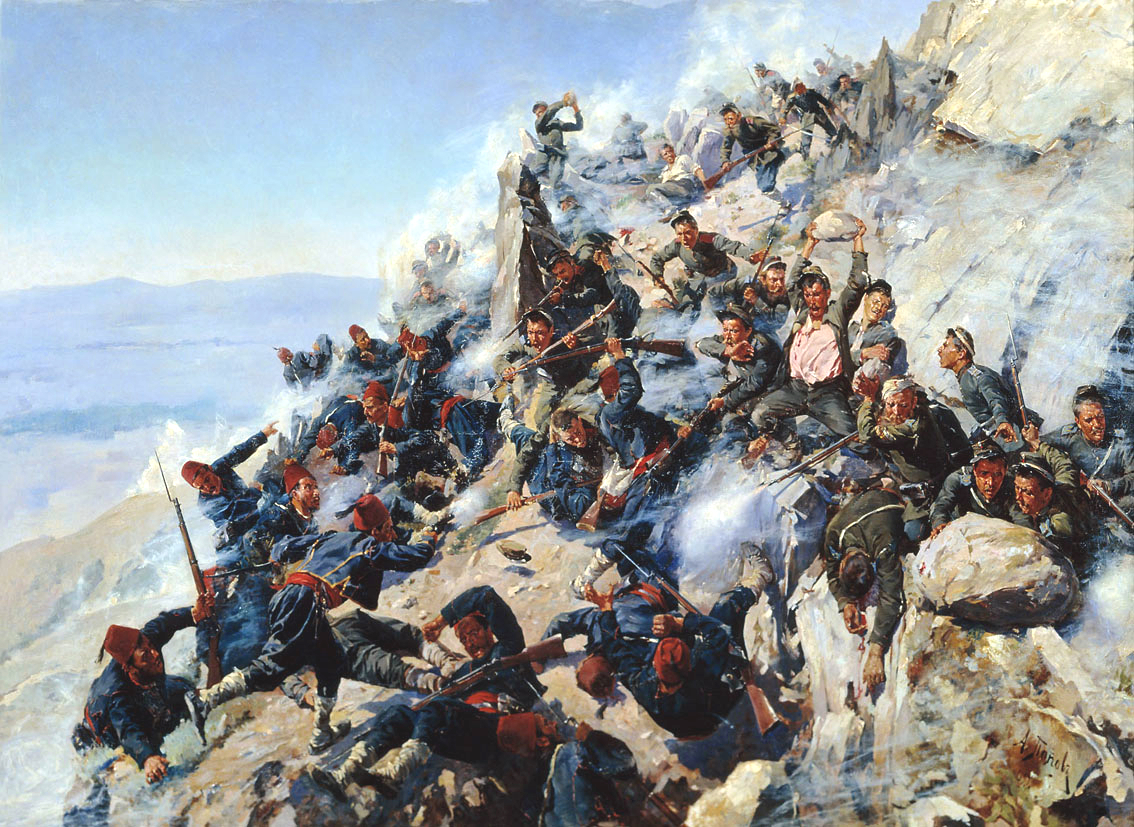
«Шипка. Оборона Орлиного гнізда солдатами 36-го Орловського і 35-го Брянського піхотного полків та болгарськими ополченцями в серпні 1877 р.» Художник А. Попов. 1892 р.
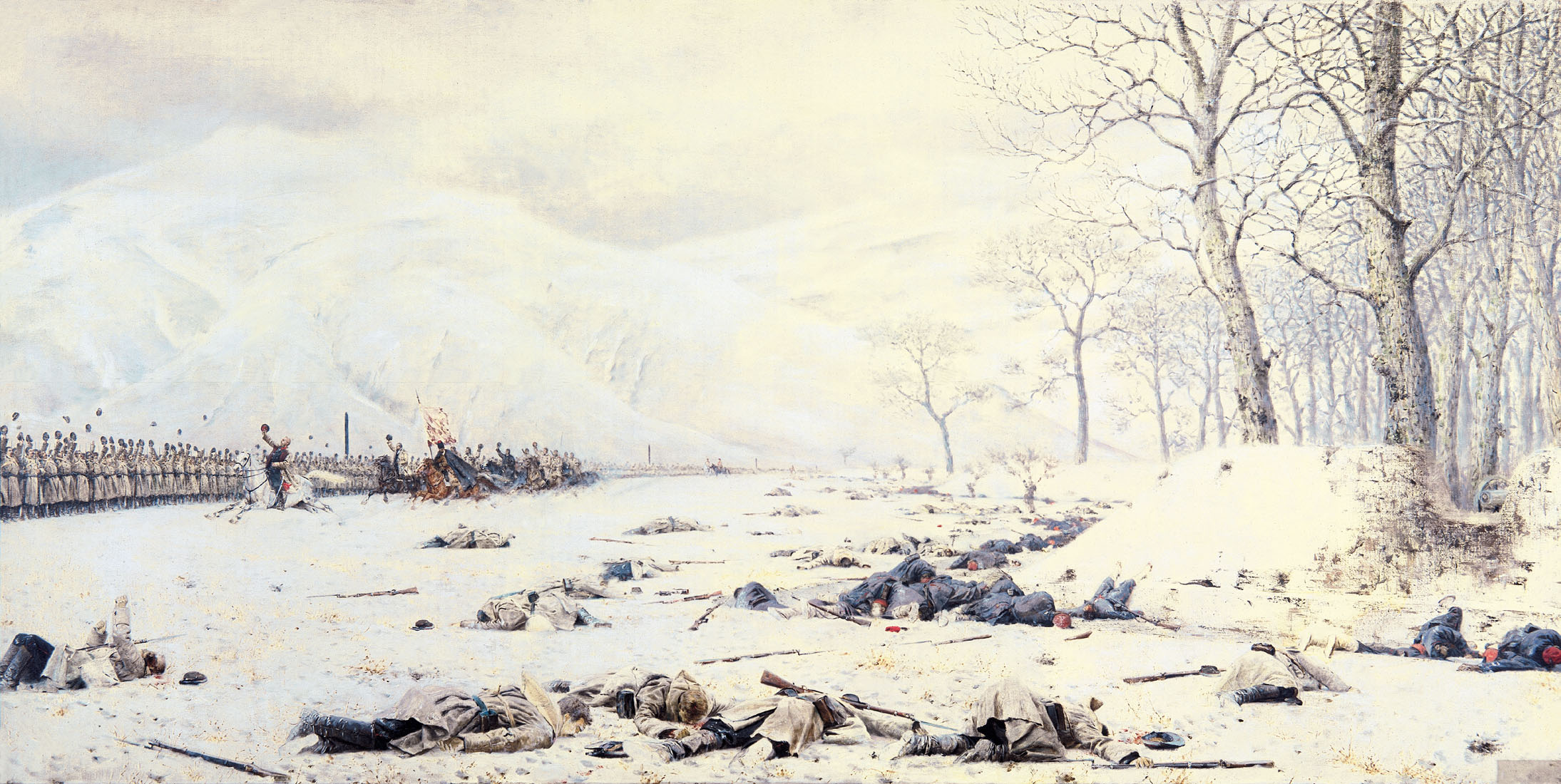
«Шипка-Шейново. Скобелев під Шипкою». В. В. Верещагін
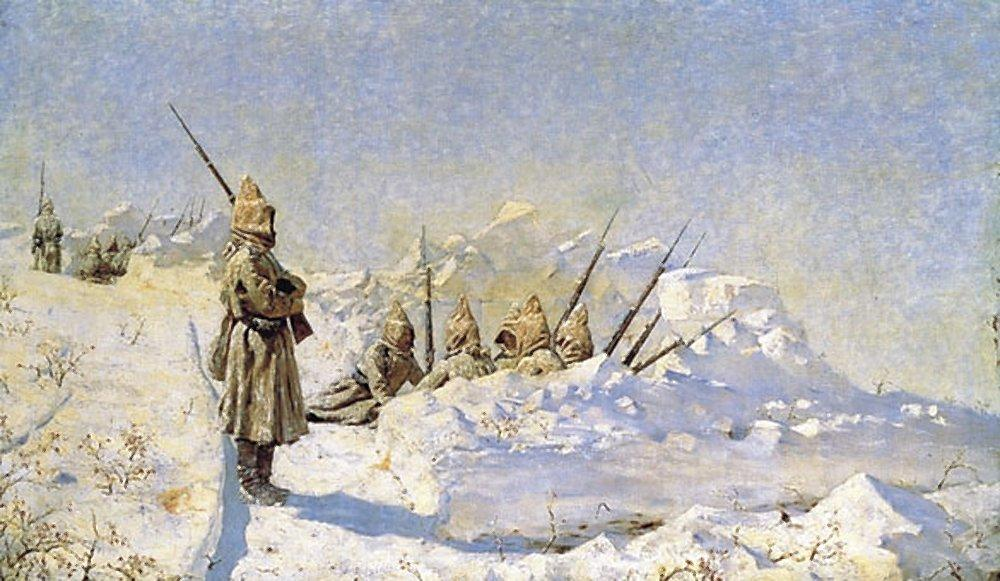
На Шипці все спокійно. Картина В. Верещагіна